# Монмет (Мен)
Монмет (англ. Monmouth) — місто (англ. town) в США, в окрузі Кеннебек штату Мен. Населення — 4066 осіб (2020).

## Демографія
Згідно з переписом 2010 року, у місті мешкали 4104 особи в 1577 домогосподарствах у складі 1174 родин. Було 2021 помешкання
Расовий склад населення:
| - 97,9 % — білих - 0,3 % — чорних або афроамериканців - 0,2 % — корінних американців - 0,1 % — азіатів |

До двох чи більше рас належало 1,5 %. Частка іспаномовних становила 1,2 % від усіх жителів.
За віковим діапазоном населення розподілялося таким чином: 23,2 % — особи молодші 18 років, 65,1 % — особи у віці 18—64 років, 11,7 % — особи у віці 65 років та старші. Медіана віку мешканця становила 42,0 року. На 100 осіб жіночої статі у місті припадало 94,7 чоловіків;  на 100 жінок у віці від 18 років та старших — 94,1 чоловіків також старших 18 років.
Середній дохід на одне домашнє господарство  становив 70 417 доларів США (медіана — 63 257), а середній дохід на одну сім'ю — 77 992 долари (медіана — 72 946). Медіана доходів становила 46 597 доларів для чоловіків та 39 214 долари для жінок. За межею бідності перебувало 10,5 % осіб, у тому числі 13,8 % дітей у віці до 18 років та 4,9 % осіб у віці 65 років та старших.
Цивільне працевлаштоване населення становило 2117 осіб. Основні галузі зайнятості: освіта, охорона здоров'я та соціальна допомога — 25,6 %, будівництво — 14,0 %, виробництво — 12,1 %.